# Štrombachův dům
Štrombachův (známý též jako Ventova tiskárna) je bývalý obchodní dům, postavený v roce 1899 architektem Kamilem Hilbertem v ulici Na Valích č.p. 662 v Lounech.  
Budova je navržena v novogotickém stylu s prvky secesní výzdoby. Původně sloužila jako tiskárna, nejprve ji provozoval vydavatel prvních lounských pohlednic Theodor Venta, po něm pak Antonín Štrombach. 
Dnes je dům evidován jako kulturní památka a je zapsán ve státním seznamu památek.

## Historie
Dům čp. 662 byl vybudován roku 1899 pro majitele městské tiskárny Theodora Ventu. Venta už dříve spolupracoval s mladým architektem Kamilem Hilbertem na návrhu své tiskárny na Mírovém náměstí – brzy nato ale z kapacitních důvodů Venta prověřil Hilberta novým projektem vlastního domu a tiskárny na rohu ulice Na Valích.
V prvních desetiletích 20. století dům zůstal ve vlastnictví Venty, v roce 1907 ale přestěhoval svou činnost do Prahy a tiskárnu prodal Antonínu Štrombachovi, rovněž tiskaři a nakladateli, který působil ve Ventově firmě jako vedoucí. Štrombach zde dále provozoval tiskárenskou dílnu a vydavatelství.  Během 20. století budova zůstala převážně v původním využití; v současnosti objekt slouží ke komerčním účelům.

## Architektonický popis

### Exteriér
Třípodlažní budova je vystavěna v novogotickém stylu s dekoračními prvky v secesním duchu. Všechny dekorativní prvky fasády má z obou stran souměrné.
V přízemí jsou všechna okna a vstupy sjednocena lomenými oblouky. Hlavní průčelí do ulice Na Valích je bohatě vyzdobeno sgrafitovou výzdobou ve stylizovaném rostlinném ornamentu.

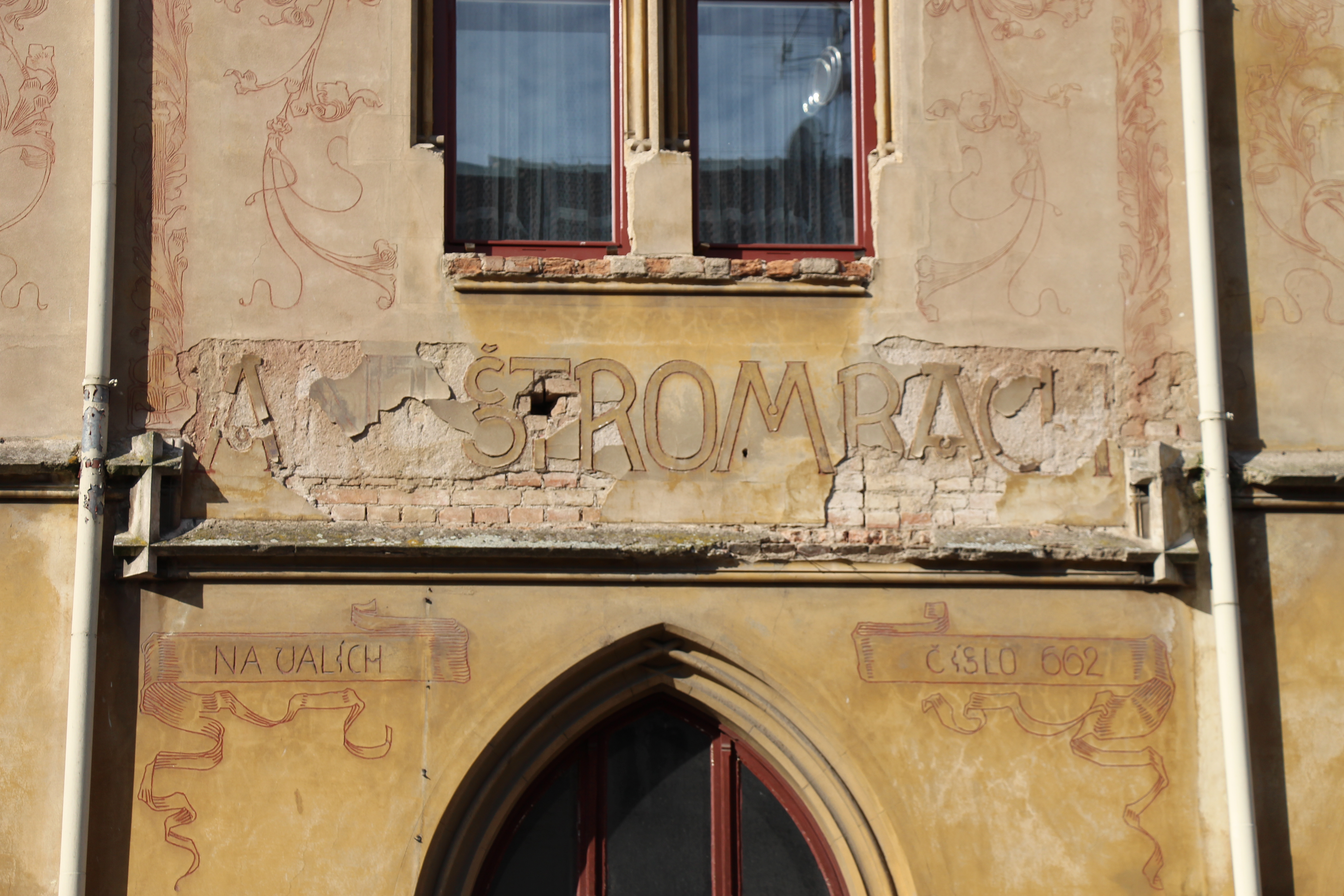
Detail jména

 Na fasádě jižního průčelí je zachován nápis v secesním písmě „Ant. Štrombach“ jako odkaz na Antonína Štrombacha, druhého vlastníka tiskárny. 
Secesní dekorace jsou dílem moravského malíře Jana Köhlera (1873 – 1941), tehdejšího studenta pražské Akademie výtvarných umění, což dokazuje i nápis jeho jména na západním průčelí. Další sgrafitové detaily zdobí okna v prvním patře – například dvě postavy klečících andělů nesoucí štít s dvouhlavou orlicí.

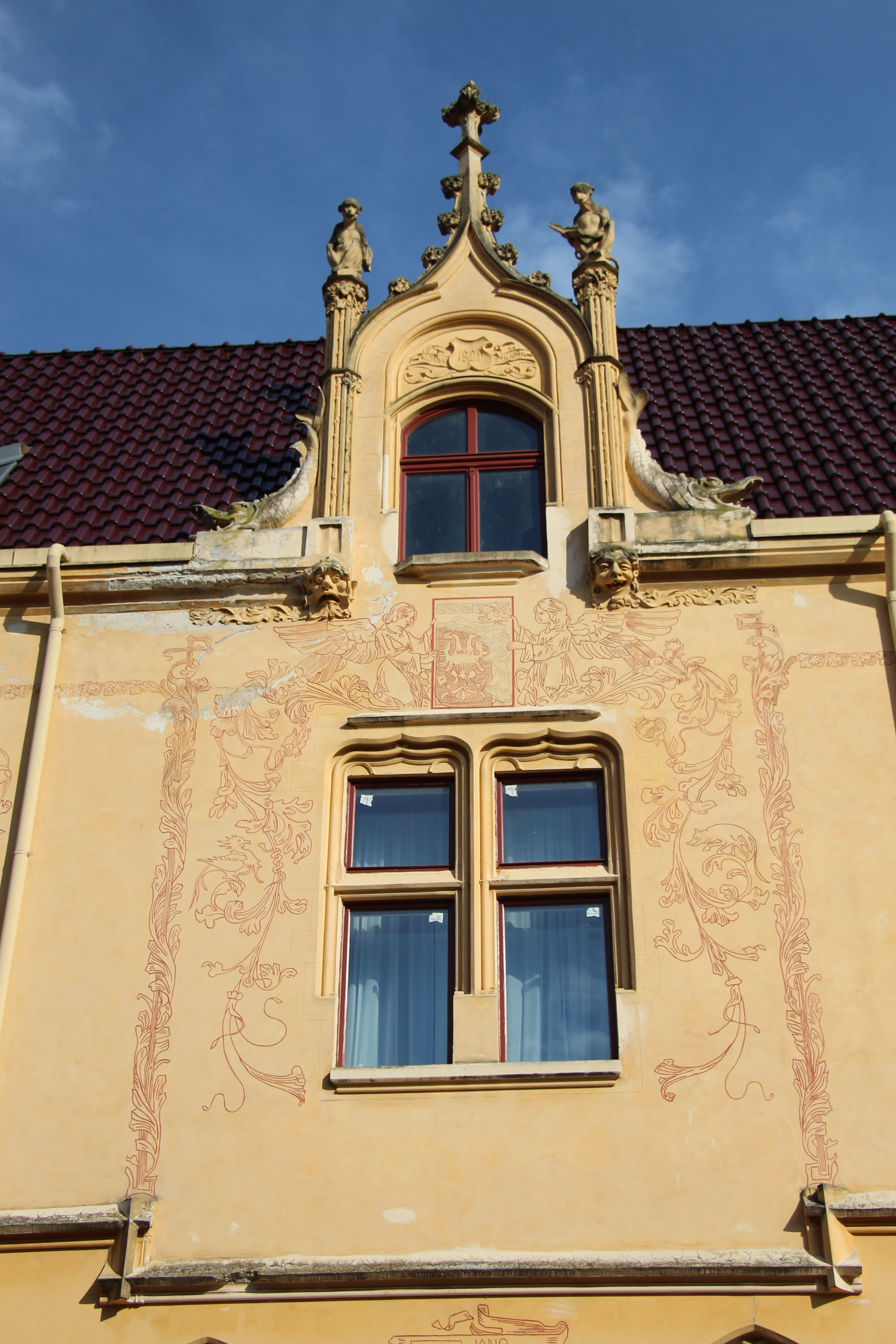
Záběr štítu

V obou uličních průčelích jsou umístěny dva gotické štíty, které jsou shodné. Štíty jsou zakončeny fiálou, která se skládá z kytice na vrcholu a krabech po stranách. Po obvodu svírají každý štít dva sloupy, jejichž hlavice mají tvar rostlin se stonky, které pokračují vodorovně po sloupu. Na hlavicích celkem čtyřech sloupů dvou vikýřů sedí čtveřice opic, na spodní části sloupu je vždy mužská maska pokaždé s odlišnou grimasou. Opice zdobící hlavní průčelí drží v rukou knihu. Strany štítu jsou obklopeny stylizovanými mořskými tvory, připomínající krokodýla. Od konce štítu vede vodorovná malovaná ornamentika na motiv rostliny, která ohraničuje prostor štítu na druhé nadzemní podlaží a z části připomíná rizalit. Nápaditý je také hranatý nárožní arkýř na rohu domu, šikmo od podélné osy budovy, který je vysazený na krakorcích, které se obvykle objevují na gotických stavbách. Fasáda v průčelích je členěna římsou. Okno na arkýři je orámováno plastickou šambránou a pod oknem je parapetní dekorativní výplň. 

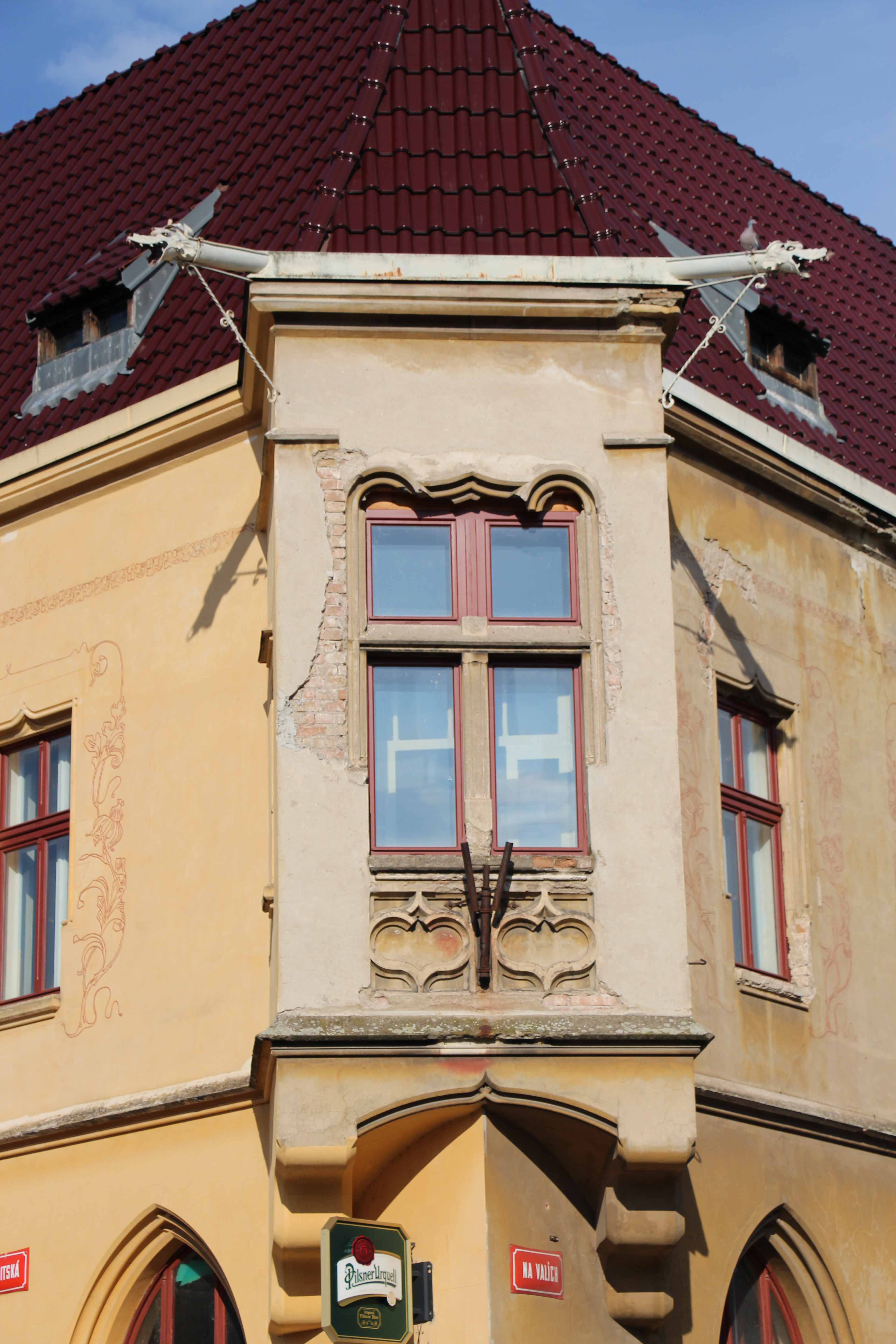
Arkýř

Budova má sedlovou střechu, arkýř má jehlancovou střechu, na římsách dekorovanou plechovými chrliči v podobě draků. Vzhled fasády v roce 2025 nese známky opotřebení – sgrafita jsou vybledlá a část omítky je opadaná.

### Interiér
Dispozičně byl dům přizpůsoben tiskařské výrobě. V suterénu byly původně umístěny provozy knihařství a strojovny, v přízemí pak hlavní tiskárenské dílny (sazárna a knihtiskárna), zatímco první patro sloužilo jako byt majitele tiskárny.  Původní vnitřní historické prvky se nezachovaly – dnešní interiéry byly přizpůsobeny novým komerčním užitím.